# Птицу ЕМЪ
«Пти́цу ЕМЪ» — российская рэп-группа из Екатеринбурга, сайд-проект электронной группы «4 Позиции Бруно». Существовал с 2006 по 2014 год.

## История
Проект основан участниками группы «4 Позиции Бруно» Александром Ситниковым и Николаем Бабаком. Первый трек «Шанс» создан в 2006 году для онлайн-баттла на местном хип-хоп форуме. Тема раунда — «Наутро мы проснулись в одной постели» — была обыграна через историю гопника и гея-пикапера в зале игровых автоматов. Трек содержал сэмпл из песни группы «Сплин».
В 2009 году треки «Птицу ЕМЪ» распространялись через «сарафанное радио». Артемий Троицкий, издавший альбом «4 Позиции Бруно» «Очень вкусный человек», не смог выпустить материал «Птицы» из-за проблем с авторскими правами (использовались сэмплы «Кино», «Сплин», «Дюна»). В августе 2010 года дебютный альбом «Птицу съем» вышел как интернет-релиз. Первый московский концерт состоялся под эгидой «Среды Горбачёва» в журнале «Афиша».
В 2012 году вышел второй альбом «Давай забудем о морали». Участники подчеркивали, что проект остаётся сайд-активностью параллельно с «4 Позициями Бруно». В том же году группа выиграла премию «Степной волк» в номинации «Слова».
В сентябре 2014 года вышел третий альбом «Доброе чувство», после чего проект прекратил существование. Николай Бабак покинул обе группы в 2014 году. 29 сентября 2014 года состоялся последний концерт в екатеринбургском Доме Печати. 21 августа 2023 года Николай Бабак скончался в возрасте 35 лет.

## Критика
В 2014-м году российский музыкальный журналист Николай Редькин на хип-хоп портале The Flow охарактеризовал текста группы так:
Истории с удивительными сюжетами, каких больше в жанре ни у кого и нет. Это действительно рэп-литература, хоть издавай каждый трек в виде стихотворения и печатай на бумаге. Навскидку мы пытались вспомнить еще одну русскую рэп-группу, которая бы делала такой же сторителлинг — на ум приходит только Кровосток.
В 2020-м Редькин в журнале «Афиша» повторил тезис про литераторность текстов группы:
Для меня первый альбом «Птицы» — торжество как раз хип-хопа конкретного: вместо самоедского нытья на тебя обрушивался поток драйва и угара.

Кроме шуток — я с трудом назову вам еще один такой рэп-альбом, где литературные таланты авторов не затмевали бы драйв и энергетику.

## Состав
- Александр Ситников — вокал, музыка, клавишные, плёнки, эффекты (2006—2014).
- Николай Бабак — бэк-вокал, диджеинг, семплеры, эффекты (2006—2014) (умер в 2023).
- Диджей Дьявол — диджей (2006—2014).

## Дискография
| Год  | Название                 |
| ---- | ------------------------ |
| 2010 | «Птицу съем»             |
| 2012 | «Давай забудем о морали» |
| 2014 | «Доброе чувство»         |